# Charlbury
Charlbury is een civil parish in het bestuurlijke gebied West Oxfordshire, in het Engelse graafschap Oxfordshire met 2830 inwoners.